# Jan Malecki
Johannes Maletius (Namensvarianten: Johann Maletius, Johannes Maletzki, Jan z Sącza, Ioannes Sandecensis, Jan Malecki-Sandecki, Hans von Sandaz; * um 1482 in Nowy Sącz im Königreich Polen; † Sommer oder Herbst 1567 in Lyck, Herzogtum Preußen) war ein Drucker, lutherischer Geistlicher und Übersetzer der Reformationszeit.

## Leben
In den Jahren 1522 bis 1528 war Maletius Drucker in Krakau. Er richtete dann auf Veranlassung des Bischofs von Płock in Pułtusk eine Druckerei ein. Im September 1536 siedelte er zuerst nach Königlich-Preußen, dann ins Herzogtum Preußen über (er hielt sich zuerst in Marienburg auf), wo er zum evangelischen Glauben übertrat, gefördert von Bischof Paul Speratus.
Bischof Speratus schlug daraufhin dem Herzog Albrecht von Preußen vor, ihn zum polnisch-evangelischen Erzpriester von Lyck im Herzogtum Preußen nahe der Grenze zum polnischen Königreich zu machen. Der Herzog war zunächst abgeneigt, da er ja ein Buchdrucker, kein Priester sei (Brief vom 21. März 1537). Er war damals bereits tätig als „des Fürsten Buchdrucker“ (Herstellung seiner polnischen, evangelischen Schriften meist in Königsberg). Jedoch wurde er schon im Mai 1537 aus Marienwerder im Herzogtum Preußen, wo er sich nun aufhielt, abgeholt und durch den Herzog zum Pfarrer und Erzpriester von Lyck ernannt, wofür er 60 Mark jährlich erhalten sollte – aber „völlige Sicherheit in den neuen Glaubenslehren hat er sich nicht erworben“. Bald nach Beginn seiner Tätigkeit wurde er ermahnt, er solle in Zukunft von den bei einer Taufe gebrauchten „ungewöhnlichen Worten“ absehen; er hatte erklärt, „daß die Kirchentaufe wenig zur Seligkeit helfe“ und auch etwas Unrechtes über die Prädestination gesagt (Brief des Herzogs an Bischof Speratus, 24. Dezember 1537).
Maletius erhielt von Herzog Albrecht ein Gut bei Lyck (nach ihm „Maleczewo“ genannt, später Malleszewen, 6 km südwestlich von Lyck), auf dem er sich ein Offizin (Druckereiwerkstatt) errichten konnte. Von seinen Lycker Drucken ist bis jetzt kein einziger bekannt; „vielleicht befinden sich auf polnischen Bibliotheken noch irgendwo einige derselben“ (Urkundenbuch 1890). Am 16. Oktober 1544 erhielt er Land am See Rygiel (5 Hufen, 20 Mzg. [altruss. Maßeinheit], später Adl. Gut Regelnitzen genannt, sieben Kilometer südöstlich von Lyck).
Um 1550 erhielt Johann Maletius für drei Jahre Urlaub, um in die Dienste des Herzogs in Olita und Nieśwież bei Wilna im polnischen Litauen, Herrn Nicolaus Radziwill, zu treten „zu Verfertigung etzlicher Druckerei“. Er behielt dabei die Pfarrstelle in Lyck, stellte aber einen Stellvertreter. 1552 begann Maletius in seiner Druckerei in Regelnitzen bei Lyck den Druck seiner polnischen Übersetzung des Neuen Testaments.
Nicht lange vor seinem Tod, am 28. Mai 1567, unterschrieb er noch die Repetitio corporis doctrinae prutensiae.

## Wirken
Maletius war zunächst als Drucker in Krakau und Pułtusk in Polen aktiv, später in Lyck und Königsberg im Herzogtum Preußen und bei Wilna in Litauen. In Preußen waren Polen seiner Stellung sehr gesucht, da viele der preußischen Kirchenführer kein Polnisch sprachen, obwohl ein großer Teil der Bevölkerung aus Masowien eingewandert war; der Bischof Paul Speratus von Pomesanien war z. B. zuständig für das südliche Teil Preußens (seit dem 18. Jahrhundert auch inoffiziell als Masuren bezeichnet); ohne Maletius hätte er dieses Amt gar nicht verwalten können. So wurde Maletius in Preußen bedeutender Förderer der Reformation der polnischsprachigen Bevölkerung aus der Umgegend. Maletius sprach Deutsch, Polnisch, Lateinisch, Tschechisch und Ruthenisch.
1546 druckte er den kleinen Katechismus Luthers in polnischer Sprache. Um 1546 schrieb er an den Königsberger Universitätsrektor Georg Sabinus seinen berühmt gewordenen Brief über das Religionswesen der alten Baltenvölker Liven und Prußen und steht so am Anfang der wissenschaftlichen Erforschung des alten Volkes der Prußen oder Pruzzen, das damals auf dem preußischen Land noch deren Gebräuchen nachging und noch ihre danach ausgestorbene Sprache pflegte. Er war einer der letzten Zeugen der Kultur dieses Volkes, das später ganz in der dominierenden deutschen Kultur aufging und die deutsche Sprache (bzw. auch masurische Dialekte) übernahm. Sein Sohn hatte ihm damals eine Elegie des Königsberger Universitätsrektors Sabinus an Kardinal Bembo zu lesen gegeben, in der dieser von der bei den „sarmatischen Völkern“ (Prußen, Samogitiern, Litauern, Ruthenen etc.) vorkommenden Opferung von Böcken und Schlangen redet. Maletius schilderte ihm in seinem Brief daraufhin detailliert die Opfer und Riten bei Hochzeiten, Begräbnissen, Totenfeiern etc., die er zum Teil aus eigenem Erleben kannte. Bereits 1551 erschien der Brief in einem Raubdruck durch Thomas Horner bei Luft in Königsberg und wurde 1562 vom selben Drucker (Luft) in zweiter Auflage in Wittenberg aufgelegt. Da diese Ausgabe fehlerbehaftet war, gab der Sohn Hieronymus im Jahr darauf, 1563, eine authentische Ausgabe des Briefes heraus.

## Familie
Er stammte aus dem polnischen Adelsgeschlecht Malecki-Sandecki. Sein Sohn Hieronymus Maletius folgte ihm als Erzpriester nach und war wie er als Drucker und Übersetzer tätig.

## Drucke
- Catechismus (luterański)... przez Jana Maleczkiego S[andeckiego]. Królewiec 1546. Vorhanden in Toruń – Biblioteka Uniwersytetu im. Mikołaja Kopernika (Luthers Katechismus)

## Werke
- Epistula de sacrificiis et idolatria veterum Borussorum ... Königsberg 1551

Dieses Werk erlebte folgende Auflagen:
- Thomas Horner: Livoniae historia ... De sacrificiis et idolatria veterum Livonum et Borussorum libellus Ioannis Menecii [sic!], in Academia Regii montis: Ioannes Lufft 1551, 4°, sign.: Ha 3048o adl. 8; Nebentitel: De sacrificiis et idolatria veterum Borussorum et Livonum aliarumque vicinarum gentium, ad clarissimum virum doctorem Georgium Sabinum illustrissimi ducis Prussiae etc. consiliarium. Ioannes Meletius [sic!]. Digitalisat der WDB
- Libellus de sacrificiis et idolatria Borussorum, Livonum aliarumque vicinarum gentium, ad clarissimum virum doctorem Georgium Sabinum illustrissimi principis Prussiae etc. consiliarium scriptus per Joannem Maletium. [Regimonti 1563] 4 °, sign.: Oa 7678o adl.3; Nl 818o adl. 1 b
- Libellus de religione et sacrificiis idolatricis veterum Borussorum, Livonum, Litauorum, aliarumque gentium vicinarum. Nebentitel: De religione et sacrificiis veterum Borussorum, libellus Ioanni Meletii olim viro clarissimo Georgio Sabino exhibitus, s. l. 1573. Digitalisat der SBB
- Paulus Oderborn: De Russorum religione ... ad Davidem Chytraeum recens scripta, alia eiusdem argumenti de sacrificiis, nuptiis et funeribus veterum Borussorum [Joh. Meletii] ad ... Georgium Sabinum olim missa. Excusae anno 1582 8°, sign.: Uph. o. 5089 adl. 5; Hf 162508o adl. 4; Hf 427752 8o adl. 3; Nc 3228o adl. 2 („vermehrt und verbessert von seinem Sohne Hieron. Pfarrer zu Bialla“, so Christian Gottlieb Jöcher);
- idem, Rostochii 1582 4°, sign.: Ab 258o adl. 2; Nl 438o adl. 4;
- Neudruck in: Acta borussica. Band 2, 1731, S. 401–412.
- Frankfurter collectione script. Polon. Band II, S. 417 (so zitiert von Christian Gottlieb Jöcher)
- deutsche Übersetzung in: Mitteilungen der Litterarischen Gesellschaft Masovia. Band 8, 1902, S. 177–196.